# Dixie Dregs
Dixie Dregs es una banda estadounidense de Jazz fusión formada en la década de 1970. La mayoría de su música es instrumental, fusionando Jazz, Rock sureño, Bluegrass y Música docta con un estilo virtuoso.

## Miembros
integrantes actuales
- Steve Morse - guitar (1970–presente)
- Andy West - bass guitar (1970-1988, 2017–presente)
- Rod Morgenstein - drums (1973–presente)
- Allen Sloan, M.D. - violin (1973-1981, 1988-1992, 2017-presente)
- Steve Davidowski - keyboards (1975-1977, 2017–presente)

### Cronología
- Datos: Q906619
- Multimedia: Dixie Dregs / Q906619